# Sergei Pawlowitsch Koroljow

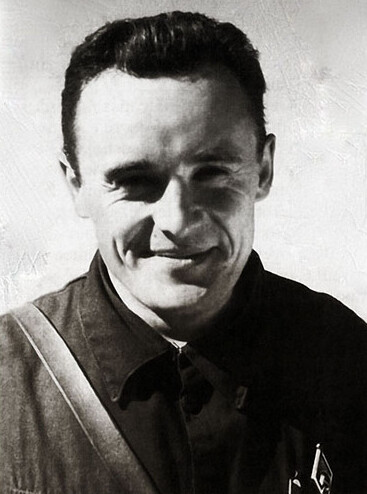
Sergei Pawlowitsch Koroljow (1934)

Sergei Pawlowitsch Koroljow (russisch Сергей Павлович Королёвⓘ, wiss. Transliteration Sergej Pavlovič Korolëv, ukrainisch Сергі́й Па́влович Корольо́в Serhij Pawlowytsch Koroljow; * 30. Dezember 1906jul. / 12. Januar 1907greg. in Schytomyr, Gouvernement Wolhynien, Russisches Kaiserreich, heute Ukraine; † 14. Januar 1966 in Moskau, UdSSR) war ein sowjetischer Raketenkonstrukteur und Weltraumpionier, der eine wichtige Rolle in der Geschichte der Raumfahrt spielte.
Unter Koroljows Leitung entwickelte das Experimental-Konstruktionsbüro OKB-1 Raketen und Raumschiffe. Seine Ideen und sein Führungsstil prägten wesentlich die sowjetische Raumfahrt. Einige unter seiner Leitung realisierte bzw. initiierte Entwicklungen wie die Sojus-Rakete und das Sojus-Raumschiff werden in verbesserter Form noch heute genutzt.

## Leben

### Die frühen Jahre

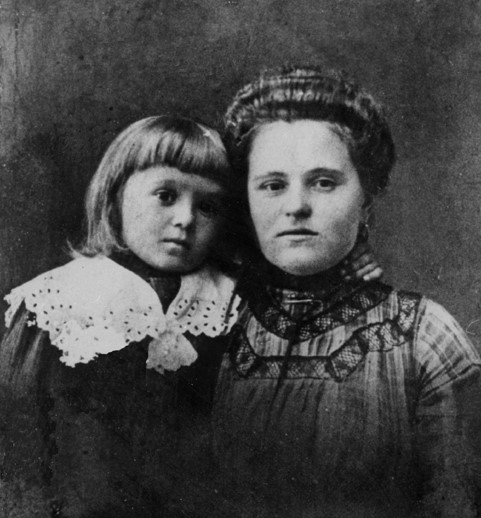
Koroljow mit seinem Kindermädchen Warwara Martschenko, 1910

Koroljows Eltern, die Russischlehrer Marija Nikolajewna Balanina (geb. Moskalenko) und Pawel Jakowlewitsch Koroljow, trennten sich bereits drei Jahre nach seiner Geburt. Mütterlicherseits stammte Koroljow aus einer reichen Kaufmannsfamilie, die griechische und kosakische Wurzeln hatte. Väterlicherseits war Koroljow belarussischer Herkunft. Sergei Koroljow identifizierte sich selbst als Ukrainer, nannte sich jedoch gelegentlich, um Loyalität gegenüber der russischen Kultur zu zeigen, auch Russe.
Koroljow wuchs bei seinen Großeltern in Nischyn auf. Als er zehn Jahre alt war, zog die Familie nach Odessa. Dort absolvierte er eine Lehre als Maurer und Dachdecker. Schon früh zeigte Koroljow Interesse an der Luftfahrt und arbeitete neben seinem Beruf ab Juni 1923 im örtlichen Segelflugzeugclub OAWUK, wo er mit 17 Jahren sein erstes Segelflugzeug K-5 konstruierte.

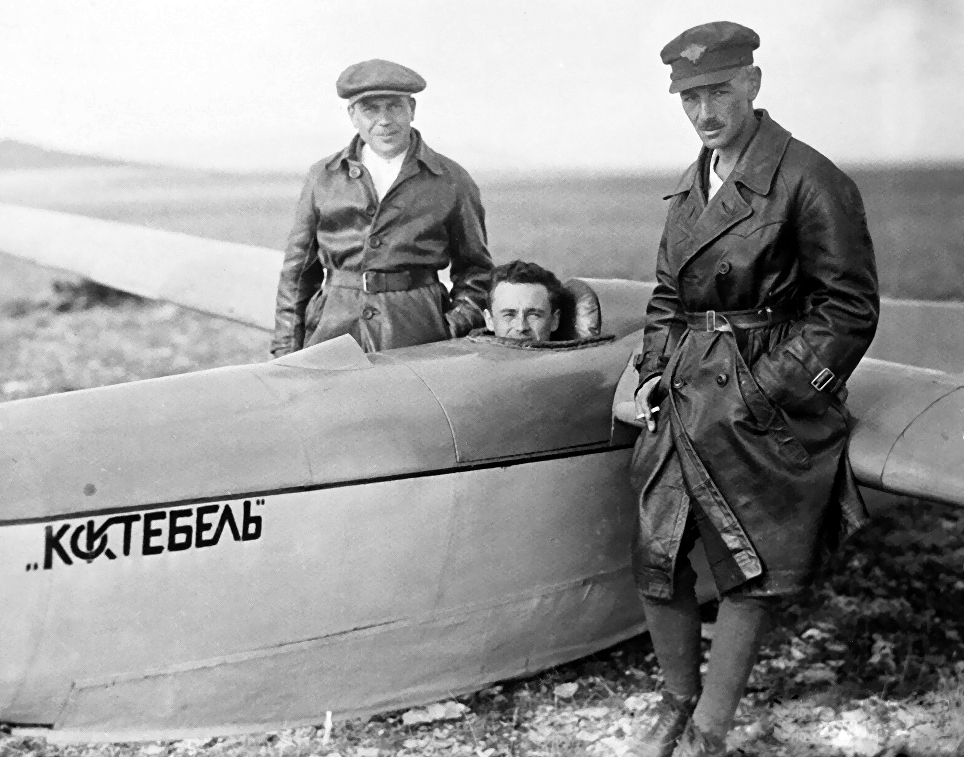
Koroljow im Cockpit des Seglers Koktebel, 1929

1925 begann Koroljow ein Studium am Polytechnischen Institut Kiew. Nebenbei betrieb er weiterhin das Segelfliegen und konstruierte Segelflugzeuge. Als die Kiewer Fakultät geschlossen wurde, wechselte er 1926 an die Moskauer Technische Hochschule (MWTU) und schloss dort sein Studium ab. Zuvor absolvierte er ein Praktikum im Zentralen Aerohydrodynamischen Institut (ZAGI), wo er mit der Konstruktion von Motorflugzeugen in Kontakt kam. 1927 nahm er erstmals in Koktebel am „Allunions-Segelflugwettbewerb“ auf der Krim teil, einer Veranstaltung vergleichbar mit den deutschen Rhönwettbewerben. 1929 entwickelte und baute Koroljow zusammen mit S. N. Ljuschin das Segelflugzeug Koktebel. Im selben Jahr entstand unter der Anleitung Andrei Tupolews als Koroljows Diplomarbeit sein erstes Motorflugzeug SK-4. Am 9. Februar 1930 erhielt Koroljow sein Diplom als Ingenieur für Flugzeugbau. Als Flugzeugkonstrukteur entwickelte Koroljow 1930 auch das Segelflugzeug Roter Stern. Es war das erste motorlose Fluggerät, mit dem in der Sowjetunion ein Looping geflogen werden konnte. Der Pilot war W. A. Stepantschonok.
In den 1930er Jahren begann Koroljow im Rahmen der MosGIRD mit dem Bau von Raketen. Dort erhielt er wesentliche Impulse für sein späteres Schaffen von Friedrich Zander. Zusammen mit Zander, den er als Mentor betrachtete, war er unter anderem an der Konstruktion und dem Bau der ersten sowjetischen Hybridraketen GIRD-09 und GIRD-X beteiligt. 1933 wechselte er zum Raketenforschungsinstitut (RNII) und wurde 1934 Leiter der Abteilung Raketenflugkörper. Im selben Jahr erschien seine wissenschaftliche Abhandlung Der Raketenflug in die Stratosphäre. Mitarbeiter Koroljows waren Walentin Gluschko, Michail Tichonrawow, Juri Pobedonoszew und der Raumfahrtpionier Ari Sternfeld.

### Haft während der Zeit des Großen Terrors
Während der Arbeiten zum raketengetriebenen Segelflugzeug RP-318-I wurde Koroljow im Zuge des Großen Terrors am 27. Juni 1938 von der politischen Geheimpolizei des NKWD verhaftet. Nach zweitägiger Folter und Drohungen gegen seine Familie unterzeichnete er ein Geständnis, in dem er sich als Mitglied einer konterrevolutionären trotzkistischen Verschwörung und Beteiligter an Sabotageakten zur Behinderung der Entwicklungsarbeiten bezeichnen musste. Er war von dem drei Monate zuvor verhafteten Walentin Gluschko unter Zwang denunziert:101 worden, der selbst die Zeit bis 1944 in Haft verbrachte. Obwohl unschuldig, wurde Koroljow am 27. September 1938 ohne förmliches Gerichtsverfahren zu zehn Jahren Zwangsarbeit im Gulag und fünf Jahren Verlust der Bürgerrechte verurteilt. Nach Aufenthalt in mehreren Gefängnissen und längerem Transport erreichte er am 21. April 1939 das berüchtigte Arbeitslager Maldjak (63° 0′ N, 148° 14′ O) an der Kolyma, wo er fast verhungerte und so schwer an Skorbut erkrankte, dass sein Unterkiefer schwer beschädigt wurde und er viele Zähne verlor.
Durch Interventionen seiner Mutter mit Unterstützung der bekannten Piloten Michail Gromow und Walentina Grisodubowa hob der Oberste Gerichtshof der UdSSR das vorherige Urteil am 13. Juni 1939 auf. Erst im November 1939 wurde Koroljow aus Maldjak zurückgerufen und ab März 1940 in einem Moskauer Gefängnis zur Wiederaufnahme des Verfahrens inhaftiert. Am 10. Juli 1940 reduzierte das NKWD seine Strafe wegen trotzkistischer Tätigkeit auf acht Jahre Zwangsarbeit im Gulag. Nach erneuten Interventionen seiner Mutter und Gromows beim NKWD-Volkskommissar Lawrenti Beria wurde er am 13. September 1940 in das Sonderkonstruktionsbüro des Flugzeugbauers Andrei Tupolew geschickt, der schon die Diplomarbeit Koroljows betreut hatte und ebenso inhaftiert war.:106–168 Das Speziallager ZKB-29 für Wissenschaftler und Ingenieure unterstand dem NKWD und war eine Scharaschka, die von Alexander Solschenizyn in dem Roman Der erste Kreis der Hölle aus eigener Erfahrung beschrieben wurde. Das ZKB-29 entwickelte in Omsk das Sturzkampfflugzeug Tupolew Tu-2, das erstmals im September 1942 militärisch eingesetzt wurde.:169–203
Obwohl mit der erfolgreichen Entwicklung der Tu-2 berechtigte Hoffnungen auf Freilassung der inhaftierten Ingenieure bestanden, bewarb sich Koroljow im Oktober 1942 um eine Tätigkeit in einem Flugzeugmotorenwerk in Kasan, wo Gluschko das Sonderkonstruktionsbüro OKB-16 für Raketenantriebe unter Scharaschka-Bedingungen leitete. Koroljow beteiligte sich an Versuchen mit einem Mehrzweckflugzeug Petljakow Pe-2, das mit einem zuschaltbaren Raketenantrieb, der das Startverhalten und die Steigleistung verbessern sollte, ausgerüstet wurde. Der erste erfolgreiche Versuch des Prototyps Pe-2RD fand am 1. Oktober 1943 statt. Am 10. August 1944 wurden Koroljow und Gluschko auf Bewährung vorzeitig aus der Haft entlassen und setzten ihre Arbeiten an den Raketenentwicklungen als angestellte Ingenieure des OKB-16 fort.:204–248 Die offizielle Rehabilitierung Koroljows erfolgte erst am 18. April 1957, ein halbes Jahr nach Gluschkos Rehabilitierung.
Koroljows sechsjährige Haftzeit im Gulag wurde aus kommunistischen Darstellungen der Technikgeschichte getilgt. Nach seinem Tod beschrieb sein Biograf in den 1970er Jahren jede Lebenswoche Koroljows minutiös, verschleierte jedoch die gesamte Haftzeit: „Durch verschiedene Umstände konnte der Konstrukteur an den Flugerprobungen seiner Flügelrakete aber nicht teilnehmen.“ (→Zensur in der Sowjetunion)

### Chefkonstrukteur

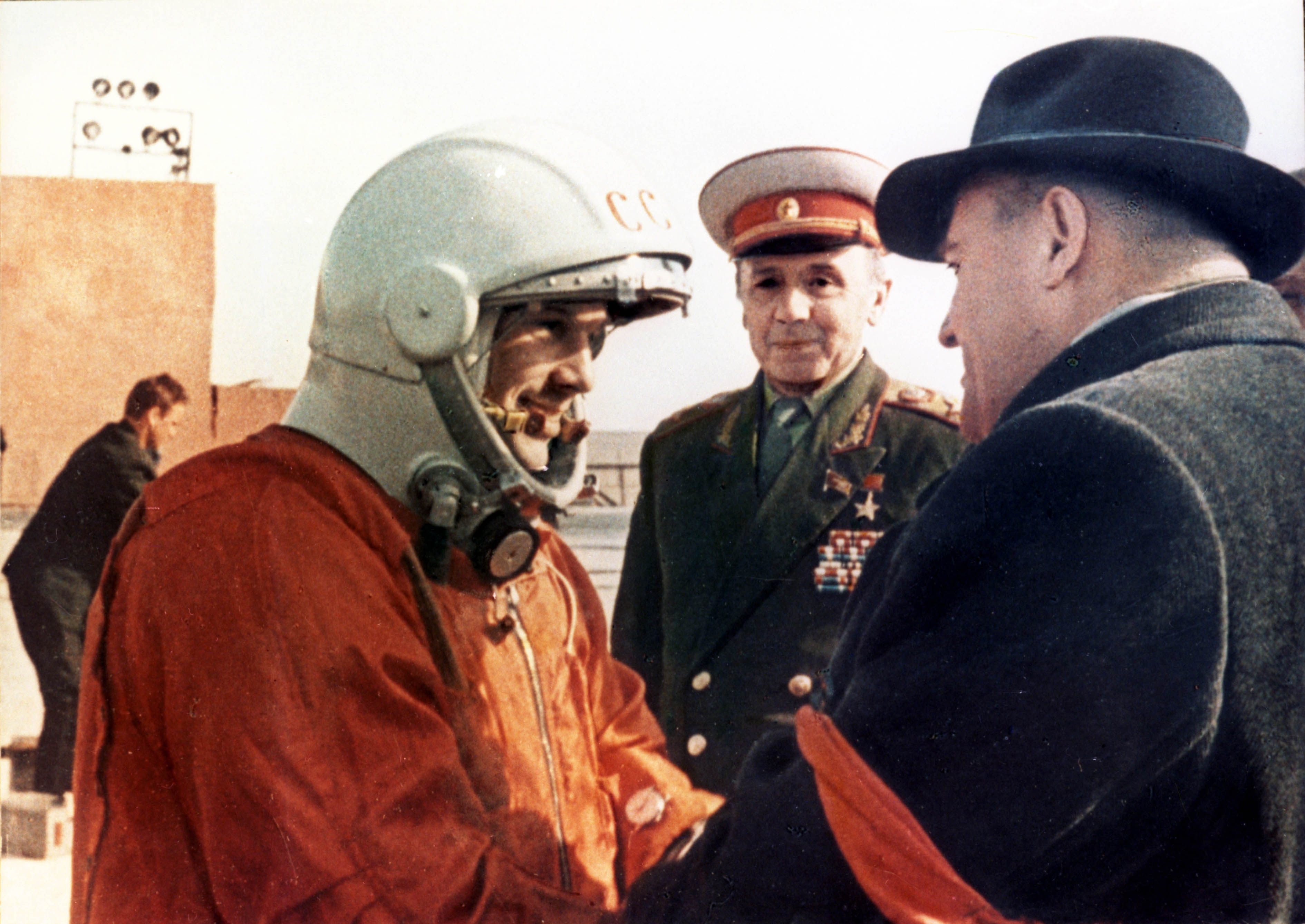
Koroljow (rechts) mit dem Kosmonauten Juri Gagarin und dem Marschall der Sowjetunion Kirill Moskalenko vor Gagarins Start in Wostok 1, 1961

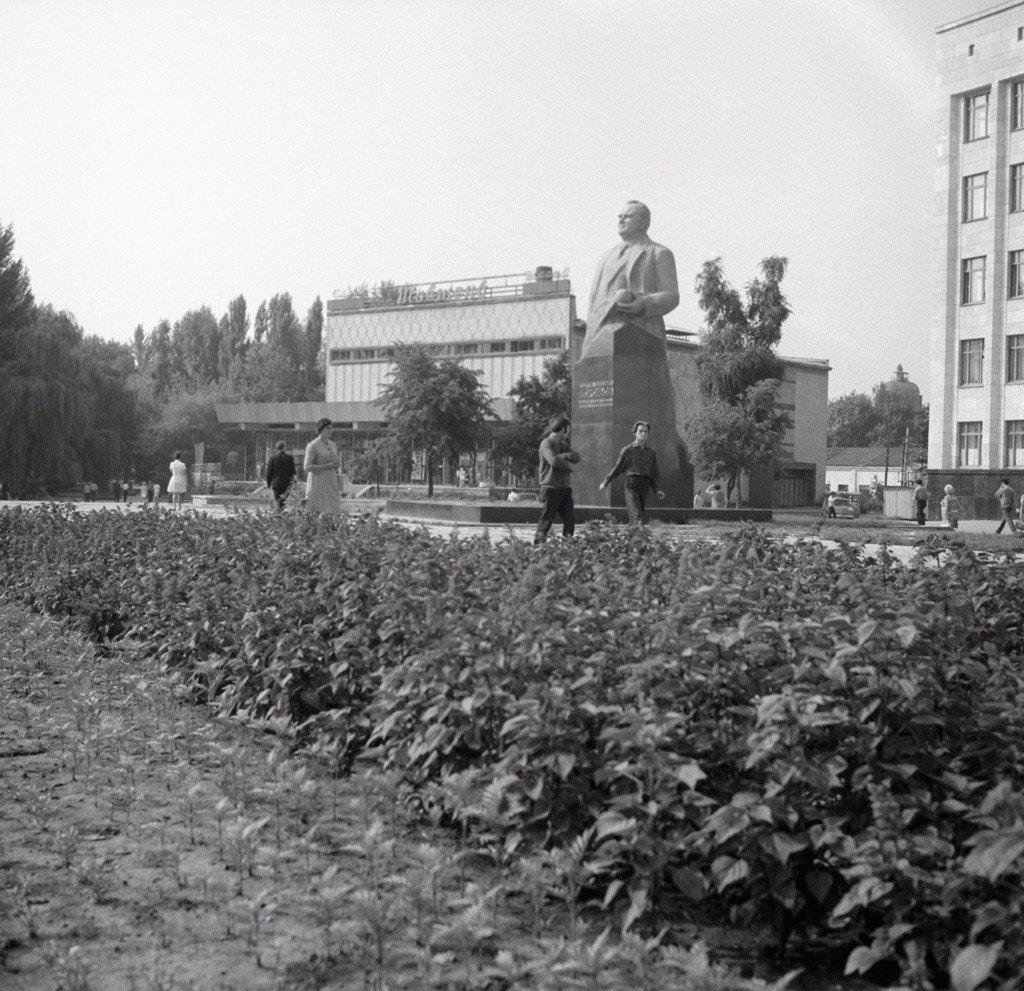
Denkmal für Sergej Koroljow in Schytomyr, 1972

Nach dem Zweiten Weltkrieg stieg er zum Chefkonstrukteur des zunächst nur militärisch orientierten sowjetischen Raketenprogramms innerhalb des NII (Wissenschaftliches Forschungsinstitut) auf. Koroljows Identität wurde zu seinen Lebzeiten geheim gehalten und in der Öffentlichkeit wurde er nur anonym als der „Chefkonstrukteur“ bezeichnet. Koroljows Ziel war es, ein ziviles Raketenprogramm zu entwickeln. 1945 wurde er, nunmehr im Range eines Obersts der Roten Armee, mit anderen Ingenieuren und Technikern ins sowjetische Hauptquartier nach Berlin beordert. Er bekam den Auftrag, das deutsche Raketenprogramm zu studieren und in Deutschland verbliebene Mitarbeiter des Raketeningenieurs Wernher von Braun ausfindig zu machen. Von Herbst 1945 an lebte er im thüringischen Bleicherode.
Mit Plänen Deutscher Konstruktionen und deutschen Raketenkonstrukteuren kehrte er 1946 in die Sowjetunion zurück. Im Rahmen der Aktion Ossawakim wurden im Oktober 1946 etwa 300 deutsche Raketenspezialisten in die Sowjetunion verschleppt. Neben anderen arbeiteten in dieser Zeit Helmut Gröttrup, ein Assistent Wernher von Brauns, der Aerodynamiker Werner Albring und der Kreiselspezialist Kurt Magnus unter der Leitung Koroljows in Kaliningrad (in der Oblast Moskau), damals auch Podlipki genannt, sowie auf der Insel Gorodomlja (heute Siedlung Solnetschny) im Seligersee (russisch озеро Селиге́р/osero Seliger) (früher Oblast Kalinin, jetzt Oblast Twer) an der Entwicklung der Raketentechnik. Die erste aus dieser Zusammenarbeit resultierende Konstruktion war die R-1-Rakete von 1948, eine Kopie der deutschen A4 auf Basis in der Sowjetunion verfügbarer Materialien. Anders als die US-Amerikaner, die deutsche Wissenschaftler mit ihrer Operation Overcast in die USA brachten und bereits ab 1946 mit der Operation Paperclip (Büroklammer) für die Einbürgerung und den Verbleib der Wissenschaftler in den USA sorgten, schöpfte die Sowjetunion bis 1952 deren Wissen ab und nutzte die Vorschläge des von Gröttrup geleiteten deutschen Kollektivs für einige entscheidende Verbesserungen der Raketentechnik. Koroljow leitete Entwicklungskollektive für hochleistungsfähige Trägerraketen und Raumflugkörper der Typen Wostok, Woschod, Elektron, Molnija-1 sowie Satelliten der Kosmos-Serie.

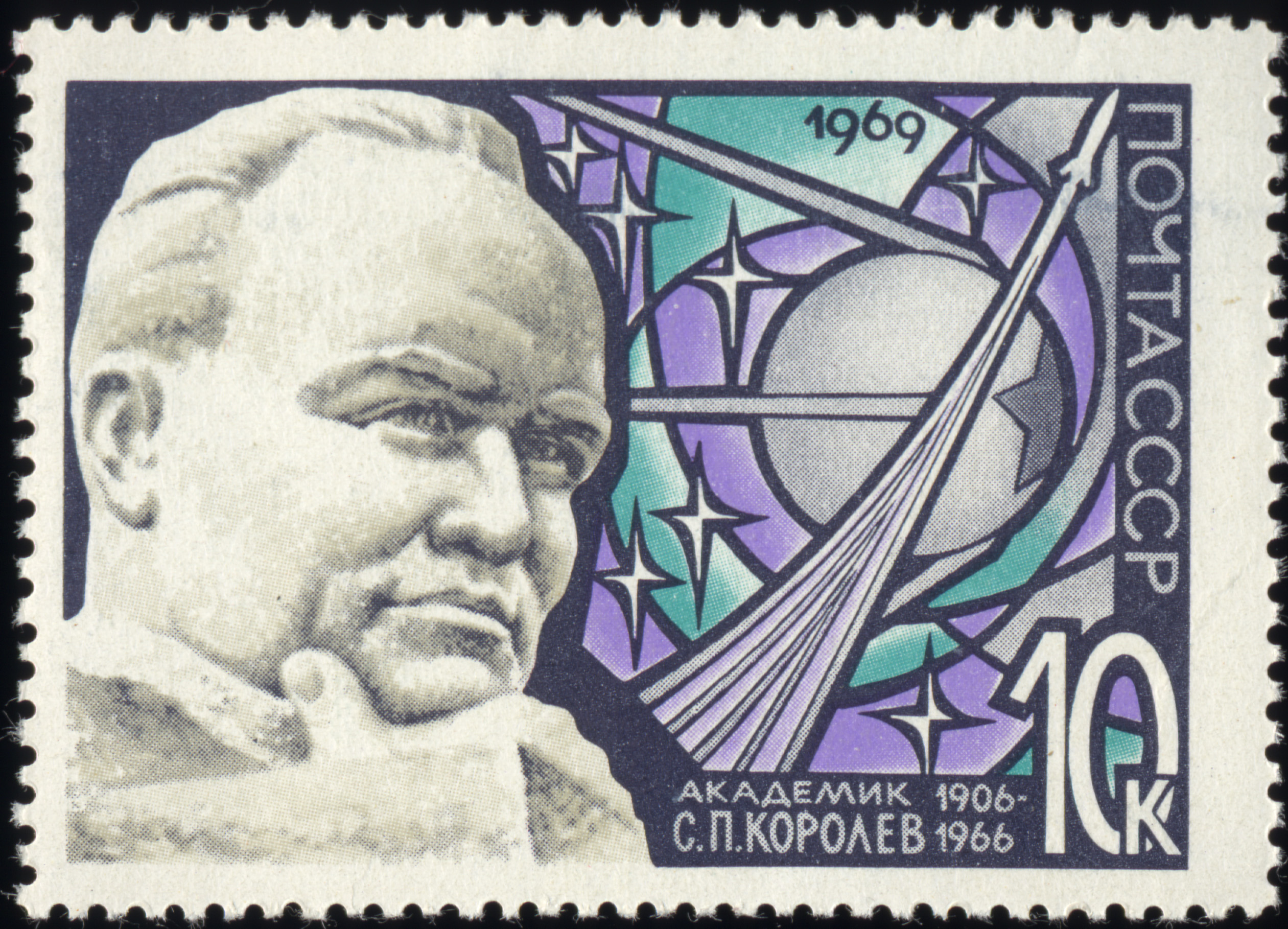
Sergei P. Koroljow auf einer sowjetischen Briefmarke, 1969

Zu den größten Erfolgen Koroljows gehörten die Konstruktion der R-7 – der ersten Interkontinentalrakete der Welt – und der Start des Sputnik 1 1957, vor allem aber der erste Weltraumflug eines Menschen, Juri Gagarin, am 12. April 1961. Am 11. August 1962 startete Koroljow den ersten Gruppenflug mit Wostok 3 (mit Andrijan Nikolajew) und Wostok 4 (mit Pawel Popowitsch). Die beiden Raumschiffe näherten sich einander auf 6,5 km. Dies beruhte auf präzisen Berechnungen schon beim Start und nicht auf einer Steuerung (Manövrierung) der Raumschiffe. Während des Fluges sang Popowitsch auf Koroljows Wunsch das ukrainische Lied „Ich schaue in den Himmel und denke ...“ (ukrainisch Дивлюсь я на небо, та й думку гадаю ..., Gedicht von Mychajlo Petrenko) das erste Lied aus dem Weltraum.

### Tod und Nachruhm

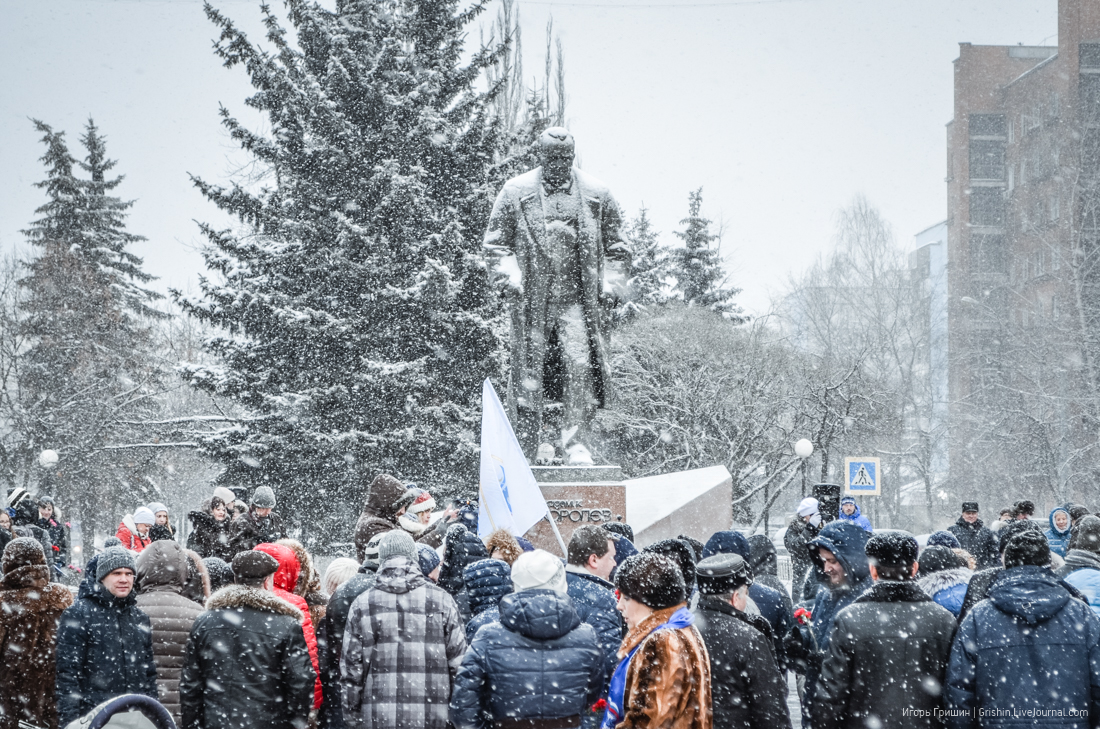
Denkmal Koroljows in der nach ihm benannten Stadt Koroljow

Im Dezember 1960 erlitt Koroljow einen Herzinfarkt, dem weitere folgten. Zu seinen Herzrhythmusstörungen kamen innere Blutungen und Darmprobleme hinzu. Am 5. Januar 1966 wurde Sergei Koroljow in ein Moskauer Krankenhaus eingeliefert. Die Ärzte wollten ihm am 14. Januar 1966 in einer Routineoperation schmerzende Hämorrhoiden entfernen, jedoch entdeckten sie währenddessen einen großen Tumor im Dickdarm und versetzten ihn in Vollnarkose. Die aufgrund von Kreislaufschwäche notwendige Intubation der Luftröhre scheiterte an der skorbutbedingten Kieferanomalie als Spätfolge der Gulag-Haft, was seinen Tod verursachte.
Mit der Beisetzung seiner Urne in der Kremlmauer ehrte ihn die sowjetische Regierung. 1996 wurde die Stadt Kaliningrad in der Oblast Moskau, in der er ab 1950 das Experimental-Konstruktionsbüro OKB-1 als Chefkonstrukteur leitete, nach ihm umbenannt. Die Stadt Koroljow (russ. Королёв) beherbergt das heutige Kontrollzentrum der russischen Raumfahrt und den Raumfahrtkonzern RKK Energija als Nachfolger des OKB-1.

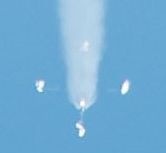
Koroljow-Kreuz nach dem Abtrennen der Booster, Sojus TMA-04M

Mit Koroljows Tod erlitt das sowjetische Raumfahrt- und Mondprogramm einen herben Verlust. Die Arbeit an der N1-Mondrakete wurde zwar von seinem Mitarbeiter Wassili Pawlowitsch Mischin fortgesetzt, aber 1974 nach mehreren Fehlstarts eingestellt.
Die Identität des Chefkonstrukteurs blieb zu seinen Lebzeiten ein Staatsgeheimnis in der Sowjetunion. Während in den USA sein Kontrahent Wernher von Braun sich öffentlichkeitswirksam in Presse und Fernsehen präsentierte, war Koroljow selbst im eigenen Land nicht bekannt. Als sich das Nobelpreiskomitee nach dem erfolgreichen Start von Sputnik 1 bei Nikita Chruschtschow nach dem Namen des Chefkonstrukteurs erkundigte, antwortete dieser, dass es die Arbeit des gesamten sowjetischen Volks gewesen sei und dieses damit die Auszeichnung verdient hätte. Erst anlässlich des Staatsbegräbnisses in Moskau wurde dieses Geheimnis gelüftet.
Der 1969 entdeckte Asteroid (1855) Korolev, der Mondkrater Korolev sowie der Marskrater Korolev sind nach Koroljow benannt. Für seine Verdienste um die Raumfahrt wurde er mit der Ziolkowski-Medaille ausgezeichnet. Seit 1967 wird von der Russischen Akademie der Wissenschaften (bis 1991 Akademie der Wissenschaften der UdSSR) die Koroljow-Goldmedaille für herausragende Leistungen auf dem Gebiet der Weltraumraketentechnik verliehen. 1953 wurde er korrespondierendes und 1958 volles Mitglied der Akademie.

## Zitate
- „Finden wir eine Kompromisslösung – machen wir es so, wie ich es sage.“
- „Je einfacher eine Konstruktion ist, desto genialer ist sie. Kompliziert bauen kann jeder.“[16]
- „Heute sind wir Zeugen, wie der Traum in Erfüllung geht, der einige hervorragende Menschen, unter ihnen Ziolkowski, beschäftigte. Er hatte prophezeit, dass die Menschheit nicht ewig auf der Erde bleiben wird. Der Sputnik ist die erste Bestätigung seiner Vorhersagen. Die Erschließung des Alls hat begonnen.“ (in der Nacht vom 5. Oktober 1957 nach dem erfolgreichen Start von Sputnik 1)[17]

## Film und Fernsehen
Im sowjetischen Spielfilm Bändigung des Feuers (Укрощение Огня) von 1972, der die Frühzeit des sowjetischen Raumfahrtprogramms beschreibt, diente Koroljow als Vorlage für die Rolle des Andrei Baschkirzew.
Die BBC veröffentlichte 2005 dazu das vierteilige Doku-Drama Wettlauf zum Mond (englischer Originaltitel Space Race).
In der Serie Stargate ist das russische Raumschiff Korolev nach ihm benannt. In der Serie Raumschiff Enterprise – Das nächste Jahrhundert existiert eine Korolev-Klasse.
Vierteilige Spiegel-TV-Serie Die Eroberung des Himmels – Der Kalte Krieg um die Vorherrschaft im All, veröffentlicht als Spiegel-DVD Nr. 8 als kostenlose Beigabe zur Ausgabe 39/2007.
Der russische Spielfilm Die Zeit der Ersten (Spacewalker) von 2017 erzählt die Geschichte der Kosmonauten Beljajew und Leonow und ihres Weltraumfluges mit der Woschod 2. Hier übernahm der russische Darsteller Wladimir Iljin die Rolle des Koroljow.
Endre Hules spielt Koroljow in der 2. Staffel (Episode 7) der Fernsehserie For All Mankind. Der Entwickler der Serie, Ronald D. Moore, gab an, dass Koroljows Operation im Jahre 1966 der Punkt ist, ab dem die alternative Zeitlinie abweicht. In der Serie hat er die Operation überlebt, was dazu führt, dass die Sowjets zuerst auf dem Mond landen.

## Schriften
- 1934: Der Raketenflug in die Stratosphäre (russ. Ракетный полет в стратосфере)
- 1957: Die praktische Bedeutung der Vorschläge Konstantin Ziolkowskis auf dem Gebiet der Raketen (russ. Titel unbekannt)

## Literatur

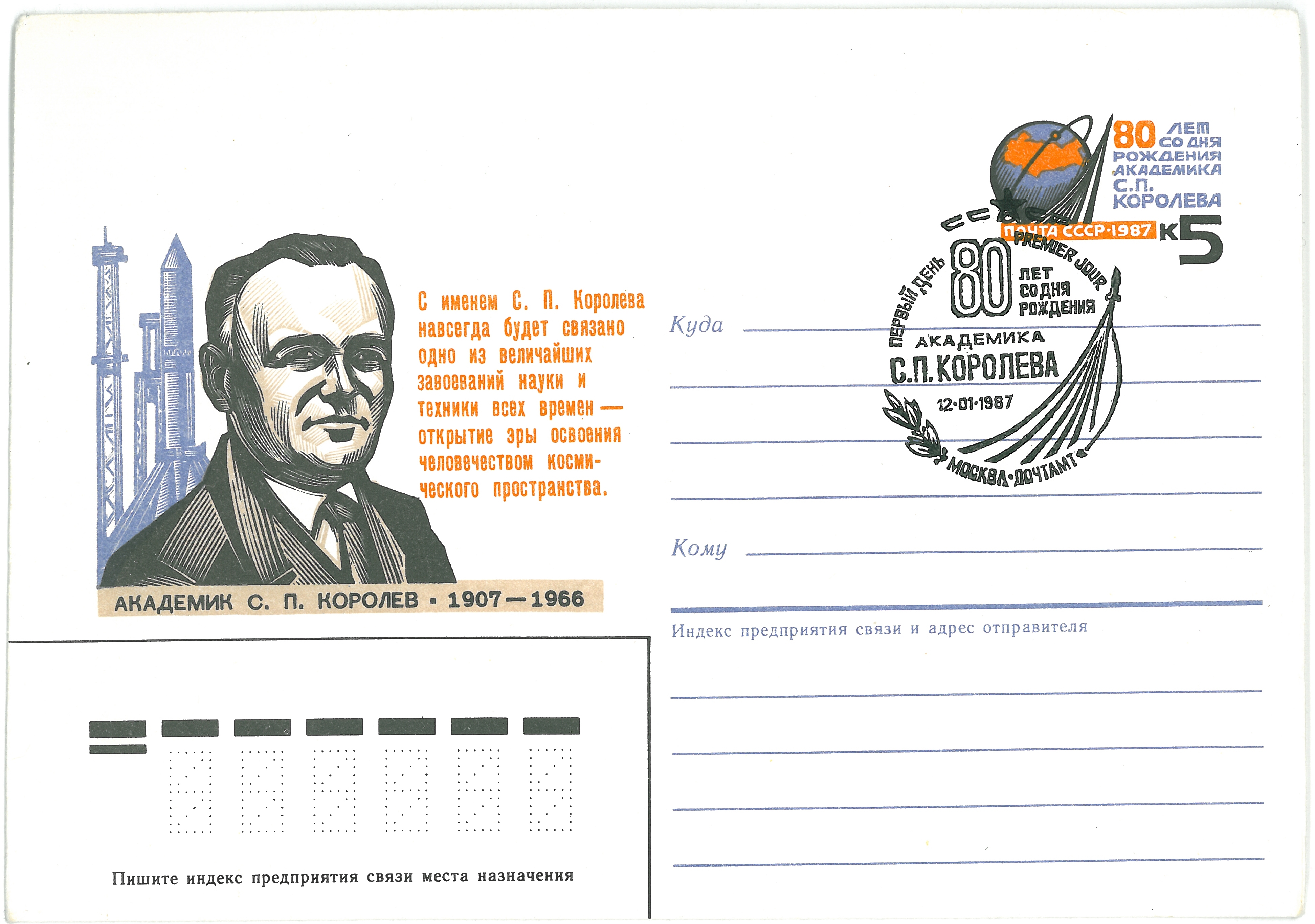
Sowjetischer Ersttagsbrief zum 80. Geburtstag Koroljows, 1987